# Mario Zafred
Mario Zafred   (Trieste, 2 de març de 1922 - Roma, 22 de maig de 1987) va ser un compositor, director d'orquestra i crític musical italià. A més de composicions clàssiques per a la sala de concerts, també va compondre diverses bandes sonores per al cinema italià en la dècada de 1950.

## Biografia
Mario Zafred va néixer a la regió italiana de Friül-Venecia Júlia. El 1946, Zafred va estudiar composició amb el seu conegut compatriota Ildebrando Pizzetti a l'Accademia Nazionale di Santa Cecilia de Roma. Després d'acabar els seus estudis, va treballar com a crític musical al diari italià L'Unità a partir de 1949. D'acord amb les seves conviccions polítiques, va utilitzar un llenguatge formal simplificat en la seva pròpia música, semblant als models dels coneguts compositors soviètics. Les seves obres clàssiques inclouen cinc simfonies, una cantata per a viola i orquestra, diversos quartets de corda, tres trios de piano i un concert per a 2 pianos.
A la dècada de 1950 també va compondre algunes partitures de pel·lícules per al cinema italià. Entre altres coses, les dues bandes sonores dels drames de Carlo Lizzani Atenció! Bandits! i Crònica dels pobres amants. Per a aquest últim film va rebre el Nastro d'argento a la millor banda sonora l'any 1954. També va escriure la música per a la comèdia de Valerio Zurlini Le ragazze di San Frediano i per al drama de Francesco Maselli La donna del giorno, amb Virna Lisi al paper principal. També va treballar amb els directors Gianni Puccini i Tullio Covaz. La seva darrera composició cinematogràfica va ser creada l'any 1958 per a la comèdia Giovani mariti del director Mauro Bolognini.
A més de la seva tasca com a compositor i director d'orquestra, va ser director artístic de l'Òpera de Roma de 1968 a 1974 i president de l'Acadèmia Santa Cecília de 1973 a 1983.

## Premis
- Nastro d'argento, a la categoria Millor banda sonora per la pel·lícula Crònica de pobres amants.[cal citació]

## Filmografia (selecció)
Llargmetratges
- 1951: Achtung! Banditi!
- 1951: Il capitano di Venezia
- 1952: Una croce senza nome
- 1954: Cronache di poveri amanti
- 1955: Le ragazze di San Frediano
- 1957: La donna del giorno
- 1958: Giovani mariti